# أمبروز لي
أمبروز لي (بالصينية: 李少光) هو قاضي صلح ‏ وسياسي صيني، ولد في 17 أغسطس 1948.

## مناصب
- انتخب عضو مجلس الشعب الصيني  [لغات أخرى]‏ عن دائرة هونغ كونغ خلال فترته النيابية [الإنجليزية]‏.
- انتخب مفوض الهيئة المستقلة لمكافحة الفساد [الإنجليزية]‏ (1 يوليو 2002 – 2003).
- انتخب وزير الأمن [الإنجليزية]‏ (4 أغسطس 2003 – 30 يونيو 2012).
- انتخب deputy of Hong Kong to the National People's Congress  [لغات أخرى]‏.
- انتخب مدير مكتب الهجرة [الإنجليزية]‏ (1 أكتوبر 1998 – 2002).